# Loriol-sur-Drôme
Loriol-sur-Drôme is een gemeente in het Franse departement Drôme (regio Auvergne-Rhône-Alpes). De plaats maakt deel uit van het arrondissement Valence. Loriol-sur-Drôme telde op 1 januari 2022 6.584 inwoners en ligt aan de zuidelijke oever van de rivier de Drôme. Aan de noordelijke oever ligt Livron-sur-Drôme.

## Geografie
De oppervlakte van Loriol-sur-Drôme bedraagt 28,66 vierkante kilometer; de bevolkingsdichtheid is 231 inwoners per km² (per 1 januari 2019).

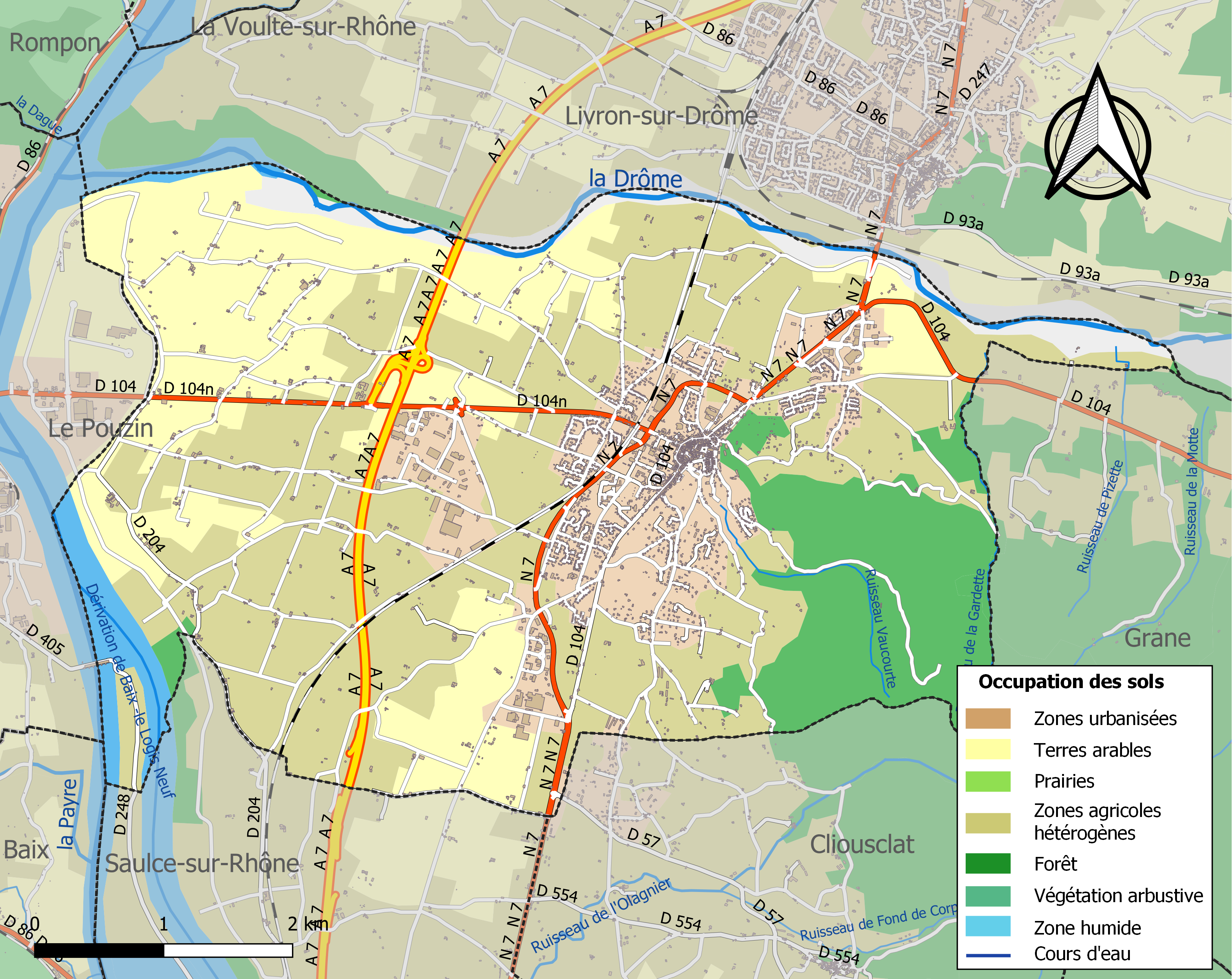
Kaart van de gemeente met belangrijkste infrastructuur, bodemgebruik en omliggende gemeenten

## Verkeer en vervoer
In de gemeente ligt spoorwegstation Loriol.

## Demografie
Onderstaande figuur toont het verloop van het inwonertal (bron: INSEE-tellingen).

## Geboren
- Étienne Martin (1913-1995), beeldhouwer en objectkunstenaar.